# Koszmosz–91
A Koszmosz–91 (oroszul: Космос 91) Koszmosz műhold, a szovjet műszeres műhold-sorozat tagja. Zenyit–4 felderítő műhold.

## Küldetés
Meghatározott űrkutatási és katonai programot hajtott végre, adatgyűjtést folytatva a Föld sugárzási övezeteinek vizsgálatához. Programja a Koszmosz–85-tel megegyező. Az emberes űrkutatási program végrehajtását segítette.

## Jellemzői
Az OKB–1 tervezőirodában kifejlesztett, ellenőrzése alatt gyártott műhold.
1965. szeptember 23-án a Bajkonuri űrrepülőtér indítóállomásról egy Voszhod (11A57) rakétával juttatták Föld körüli, közeli körpályára. Az orbitális egység pályája 89,7 perces, 64.9 fokos hajlásszögű, elliptikus pálya perigeuma 204 kilométer, apogeuma 324 kilométer volt. Hasznos tömege 4730 kilogramm. A sorozat felépítését, szerkezetét, alapvető fedélzeti rendszereit tekintve egységesített, szabványosított tudományos-kutató űreszköz. Áramforrása kémiai akkumulátor, szolgálati ideje maximum 10 nap.
Fototechnikai (fényképezőgép, televíziós kamera) berendezései nagy pontosságú (3000 milliméter/3-5 méter közötti felbontású) képeket készítettek.
1965. október 1-én 8 napos volt a szolgálati idő után, földi parancsra belépett a légkörbe és hagyományos – ejtőernyős leereszkedés – módon visszatért a Földre.